# Penispomp

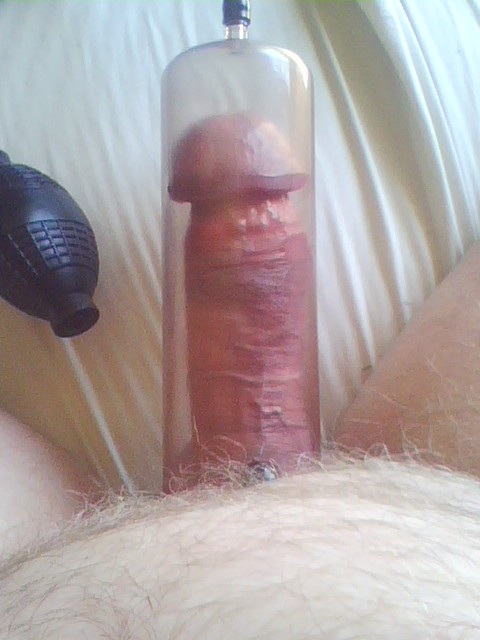
Penis in opgerichte toestand in een penispomp

Een penispomp, ook wel vacu-pomp genoemd, is een hardplastic buis waarin de penis kan worden geschoven. De penis dient in slappe toestand in de cilinder te worden gebracht. De buis wordt dan met een pompje vacuüm gezogen, waardoor extra bloed naar de penis stroomt en een erectie wordt verkregen. De erectie kan na het wegnemen van de buis behouden worden door een elastische ring (cockring) om de basis van de penis te leggen die voorkomt dat het bloed terugstroomt.
Op internet wordt de pomp ook aangeprezen als apparaat om de penis te verlengen, dit effect is echter niet bewezen. Een penispomp zou verder kunnen helpen bij het behoud van de lengte van de penis na een prostaatoperatie.

## Voordelen
- Eenvoudig in gebruik.
- Eenmalige aanschaf.
- Non-invasieve behandeling.
- Het kan gecombineerd worden met andere ED-behandelingen, zoals orale medicijnen.
- Werkt bij de meeste mannen.

## Nadelen
- Het is omslachtig.
- De drukring mag maximaal 30 minuten om de penis blijven zitten.
- Het geluid van de elektrische pomp kan storend zijn.
- De erectie is niet vaak hetzelfde. De penis kan soms minder stijf zijn, blauw aanlopen en/of koud aanvoelen.
- De zaadlozing kan minder krachtig zijn.[2]

## Verschillende soorten pompen
Er zijn twee soorten penispompen te onderscheiden. Een elektrische en een handmatige penispomp.

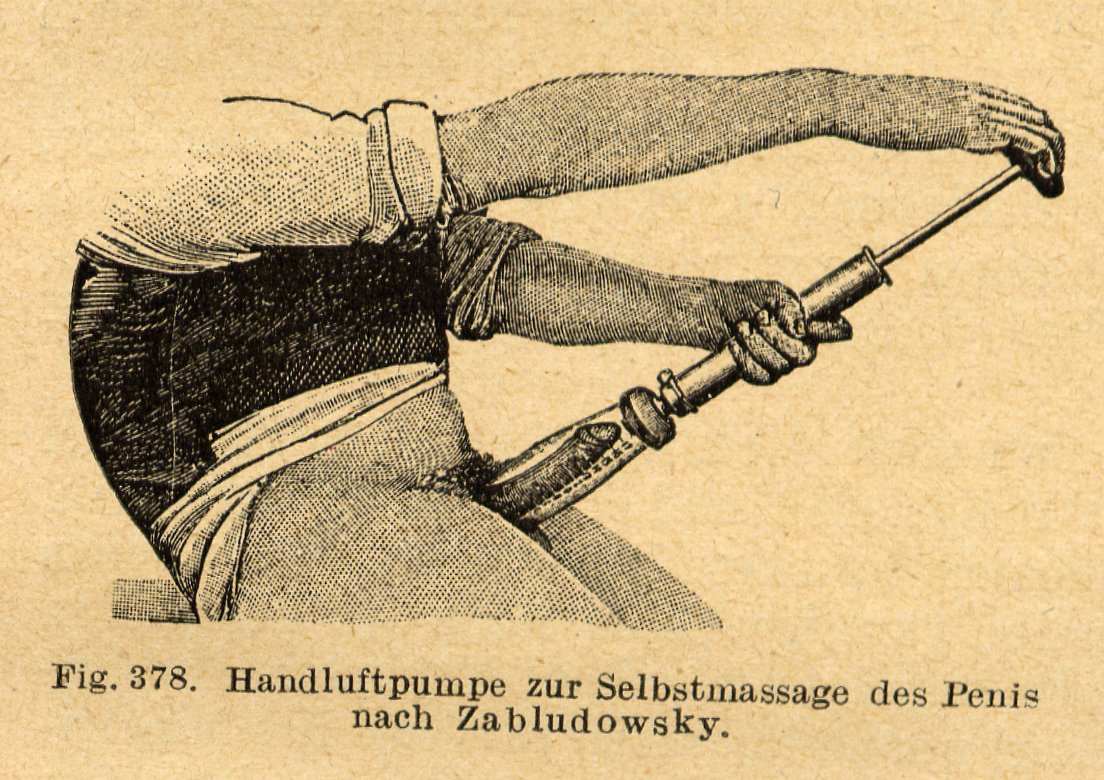
Zabludowsky's pomp voor zelfmassage van de penis